# Locha panopae
Locha panopae là một loài bướm đêm trong họ Geometridae.